# Alexander McKinstry
Alexander McKinstry (* 7. März 1822 in Augusta, Georgia; † 9. Oktober 1879 in Mobile, Alabama) war ein US-amerikanischer Politiker und Vizegouverneur von Alabama.
McKinstry wurde 1822 als Sohn von Alexander und Elizabeth McKinstry geborene. Nach dem frühen Tod seiner Eltern zog der vierzehnjährige McKinstry nach Mobile, wo seine nächsten Verwandten lebten. In Mobile arbeitete er mehrere Jahre lang in einer Apotheke.
Als er für John Archibald Campbell, einem späteren Richter am Obersten Gerichtshof der Vereinigten Staaten arbeitete und dabei juristisch ausgebildet wurde (Reading law), zeigte sich schnell sein Talent in dieser Richtung. 1845 wurde er in die Anwaltschaft aufgenommen und arbeitete mit seinem Kollegen William G. Jones zusammen. In den ersten Jahren seiner Karriere war er auch vom Stadtratsmitglied, Notar und Finanzverwalter von Mobile County tätig.
1847 wurde er colonel im 48th Alabama Infantry Regiment, schied jedoch schon 1850 wieder aus dem aktiven Dienst aus, und wurde im selben Jahr Richter in Mobile. 1856 wurde McKinstry im Amt bestätigt. 1860 legte er dieses Amt schließlich nieder und begann zusammen mit seinem Kollegen Daniel Chandler wieder als Anwalt zu praktizieren.
Obwohl McKinstry ein Gegner der Sezessionsbestrebungen war, beugte er sich dem Willen der Mehrheit. Im Sezessionskrieg diente er ab dem 29. April 1862 als ihm das Amt eines Kolonells des 32nd Alabama Infantry Regiment übertragen wurde, in der Konföderierten Armee. Am 21. September 1862 wurde McKinstry mit dem Kommando des Postens von Chattanooga und der Truppen zwischen Hiawassa und Bridgeport betraut. 
Nach der Beendigung des Krieges war es McKinstry wieder möglich, sich seinen politischen und juristischen Laufbahnen zu widmen. Noch im Jahr der Kapitulation der Südstaaten wurde er in das Parlament von Alabama gewählt. 1869 erfolgte seine Wiederwahl. Drei Jahre später wurde er zum Vizegouverneur Alabamas gewählt. Dieses Amt hatte er bis 1874 inne. McKinstry war der letzte republikanische Vizegouverneur Alabamas bis zum Amtsantritt von Steve Windom 1999.
McKinstry war seit 1845 verheiratet und hatte elf Kinder, von denen sechs noch im Säuglingsalter starben.